# جيمس غارفيلد غاردينر
جيمس غارفيلد غاردينر هو فلاح وسياسي كندي، ولد في 30 نوفمبر 1883 في ساوث هورون في كندا، وتوفي في 12 يناير 1962 في كندا. حزبياً، نشط في Saskatchewan Progress Party ‏ والحزب الليبرالي الكندي.

## مناصب
- انتخب عضو مجلس العموم الكندي عن دائرة Melville (federal electoral district) [الإنجليزية]‏ (26 مارس 1940 – 31 مارس 1958).
- انتخب عضو المجلس التشريعي من ساسكاتشوان (19 يونيو 1934 – 1 نوفمبر 1935).
- انتخب عضو المجلس التشريعي من ساسكاتشوان (25 يونيو 1914 – 19 يونيو 1934).
- انتخب عضو مجلس الشورى البريطاني.
- انتخب عضو المجلس التشريعي من ساسكاتشوان (25 يونيو 1914 – 19 يونيو 1934).
- انتخب عضو مجلس العموم الكندي عن دائرة Assiniboia (federal electoral district) [الإنجليزية]‏ (6 يناير 1936 – 26 مارس 1940).
- انتخب Premier of Saskatchewan [الإنجليزية]‏ (26 فبراير 1926 – 9 سبتمبر 1929).

## روابط خارجية
- جيمس غارفيلد غاردينر على موقع الموسوعة البريطانية (الإنجليزية)